# Synyster Gates
Brian Elwin Haner Jr. (sinh ngày 7 tháng 7 năm 1981), nổi bật hơn với nghệ danh Synyster Gates hay đơn giản là Syn, là một nghệ sĩ guitar và nhạc công người Mỹ, nổi danh nhất là tay lead guitar của ban nhạc heavy metal Avenged Sevenfold. Anh đã được các ấn phẩm âm nhạc đưa vào hàng ngũ những nghệ sĩ guitar metal hay nhất mọi thời đại.

## Thân thế
Synyster Gates là con trai của nhạc sĩ, tác giả kiêm diễn viên hài Brian Haner Sr.; ông được gọi là Papa Gates, từng hợp tác cùng ban nhạc của Sam the Sham ở thập niên 1970 và từng làm nhạc công thời vụ cho Avenged Sevenfold. Gates theo học Viện nhạc sĩ ở Los Angeles, California (nằm trong chương trình nhạc của Viện Guitar), anh theo học guitar jazz và cổ điển.

## Sự nghiệp

### Avenged Sevenfold

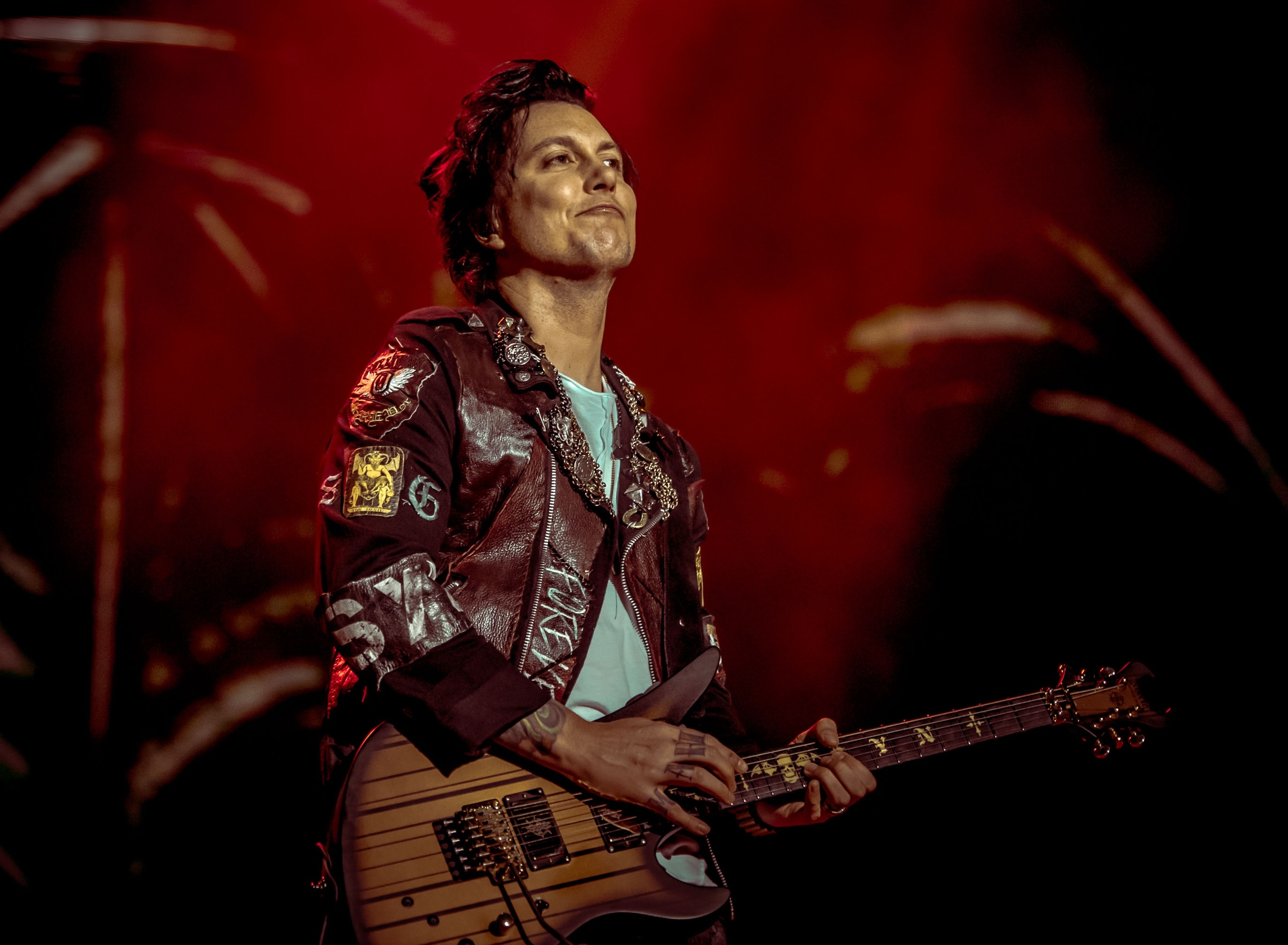
Gates biểu diễn trực tiếp vào năm 2017

Gates có mặt trong đĩa EP Warmness on the Soul - sản phẩm chứa các bài hát chọn lọc từ album đầu tiên cũng như phiên bản mới của "To End the Rapture" do anh thể hiện. Tên anh trên đĩa EP được ghi là "Synyster Gaytes".

Trong đĩa DVD All Excess của Avenged Sevenfold, Gates cho biết tên anh ra đời trong một lần lái xe say xỉn đâm vào công viên với The Rev.

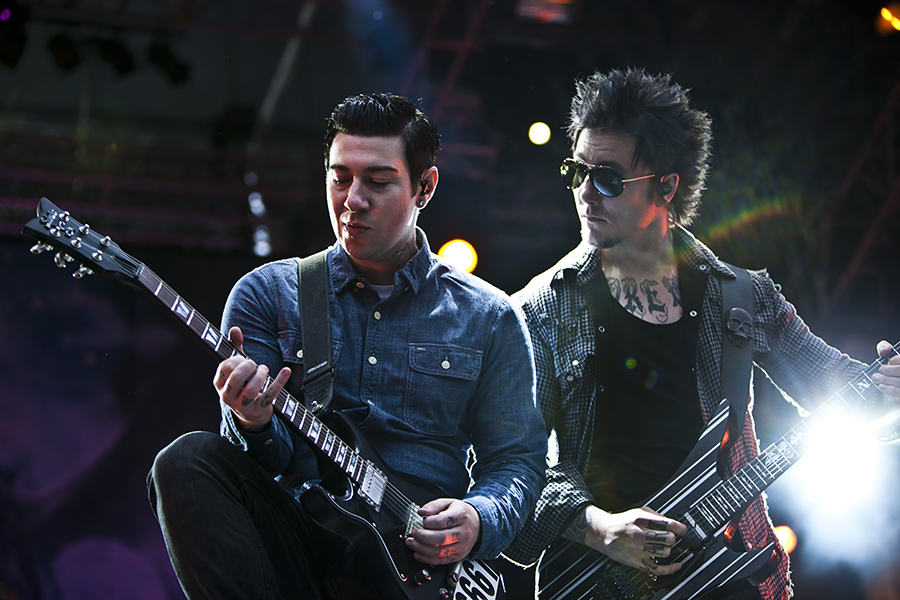
Zacky Vengeance (trái) và Gates biểu diễn vào năm 2011

Trong ấn bản đặc biệt của tạp chí Revolver được phát hành cùng ngày ra mắt album Nightmare, Gates chia sẻ ban đầu anh bắt đầu sáng tác bài hát "So Far Away" nhằm tưởng nhớ ông mình. Tuy nhiên, giờ thì bài hát chủ yếu nói về The Rev - đồng đội cũ, người bạn thân và tay trống của Avenged Sevenfold, người đã mất vào ngày 28 tháng 12 năm 2009.

### Pinkly Smooth
Gates và The Rev còn là đồng đội trong ban nhạc experimental metal tên là Pinkly Smooth. Được thành lập vào hè năm 2001 ở Huntington Beach, California, đội hình ban nhạc còn còn có các cựu thành viên của Ballistico, gồm Buck Silverspur chơi bass và D-Rock chơi trống. Ban nhạc phát hành một album Unfortunate Snort trên Bucktan Records - tác phẩm có chất âm thanh crossover chủ yếu giữa punk, ska và progressive metal. Tay bass cũ của Avenged Sevenfold, Justin Sane đánh keyboard và dương cầm trong album. Từng có đồn đoán rằng Pinkly Smooth sẽ sản xuất một đĩa nhạc nữa, song do cái chết của the Rev, nhiều khả năng là họ sẽ không cho ra thêm nhạc phẩm nào nữa. Tuy nhiên, Gates cho biết anh cân nhắc tái thu hậu kỳ các bài từ Unfortunate Snort và tái phát hành album ấy.

## Ảnh hưởng và di sản

### Ảnh hưởng
Bên cạnh nhạc metal, Gates còn là người hâm mộ lớn của jazz, gypsy jazz, cổ điển và avant garde. Anh nhắc đến những nhân vật ảnh hưởng nghệ thuật đến mình gồm Dimebag Darrell, Django Reinhardt, Steve Vai, John Petrucci, Slash, Marty Friedman, Zakk Wylde, Allan Holdsworth, Mr. Bungle, Frank Gambale, Oingo Boingo và Danny Elfman.
Gates tôn vinh tay bass Trevor Dunn của Mr. Bungle là "một trong những nhạc sĩ sáng tác bài hát yêu thích nhất [của mình]", Gate khen những sáng tác của Dunn là "xuất sắc, cực kỳ dễ hát, điêu luyện và không theo điệu thức nào ở [album Disco Volante (1995)]" và kết luận: "[Dunn] đích thực là thiên tài thuần túy."

### Di sản
Gates được bầu là Nam nghệ sĩ hấp dẫn nhất trong cuộc bầu chọn của độc giả Kerrang! (2008). Năm 2010, Guitar World điền tên anh vào 30 nghệ sĩ shredder hay nhất mọi thời đại. Họ miêu tả anh có thể thực hiện những câu lick chạy ngón nhanh, kỹ thuật quét dây mạnh mẽ, gam nửa cung ma quái và hòa âm song tấu dữ dội. Gates được bầu là một trong nghệ sĩ guitar đánh nhanh nhất bởi Guitar Hero. Trong cuộc bầu chọn của độc giả Guitar World (2010), Gates được bầu là nhân vật diện đồ bảnh nhất và nghệ sĩ guitar metal hay nhất. Trong cuộc bầu chọn của độc giả Rock One Magazine (2010), Gates được bầu là nhạc công hay thứ ba trong ngành. Ngày 20 tháng 4 năm 2011, Gates thắng giải Revolver Golden God Award cho Nghệ sĩ guitar xuất sắc nhất cùng đồng đội Zacky Vengeance. Avenged Sevenfold đã giành nhiều giải thưởng và thể hiện một tiết mục ấn tượng vào đêm trao giải.
Gates được bầu là nghệ sĩ guitar metal xuất sắc thứ chín mọi thời đại (2016). Nam nghệ sĩ cũng được bầu là nghệ sĩ guitar xuất sắc nhất thế giới bởi Total Guitar vào các năm 2016 và 2017.

## Đời tư
Gates đã kết hôn với Michelle DiBenedetto vào tháng 5 năm 2010. Cặp đôi có hai con, con trai chào đời năm 2017 và con gái chào đời năm 2019.
Người em song sinh của Michelle là Valary đã kết hôn M. Shadows. Điều này làm cho anh và M. Shadows thành anh-em rể, bên cạnh là đồng đội cùng ban nhạc. Họ sống gần nhau và thấy nhau thường xuyên vì vợ họ là chị em sinh đôi thân thiết.

## Danh sách đĩa nhạc

### với Avenged Sevenfold
- Sounding the Seventh Trumpet (2001) (chỉ thể hiện bản tái phát hành của "To End the Rapture")
- Waking the Fallen (2003)
- City of Evil (2005)
- Avenged Sevenfold (2007)
- Nightmare (2010)
- Hail to the King (2013)
- The Stage (2016)
- Life Is But a Dream... (2023)

### với Pinkly Smooth
- Unfortunate Snort (2001)

### Xuất hiện vai khách mời
- Bài "Savior, Saint, Salvation" của Bleeding Through (với M. Shadows).
- Bài và MV "The River" của Good Charlotte (với M. Shadows).
- Bài và MV "Dirty Little Girl" của Burn Halo.
- Bài "Anejo" của Burn Halo.
- MV bài "Blow-Up Doll" của Brian Haner.
- Bài mở đầu The Jeff Dunham Show (cùng cha anh).
- Bài "Vultures" của AxeWound từ album cùng tên đầu tay của họ.
- Bài "Save Me" của Machine Gun Kelly từ album Lace Up (với M. Shadows).
- Buổi trình bày trực tiếp bài "Faint" của Linkin Park tại hòa nhạc tưởng niệm Chester Bennington (với M. Shadows).

## Nhạc cụ

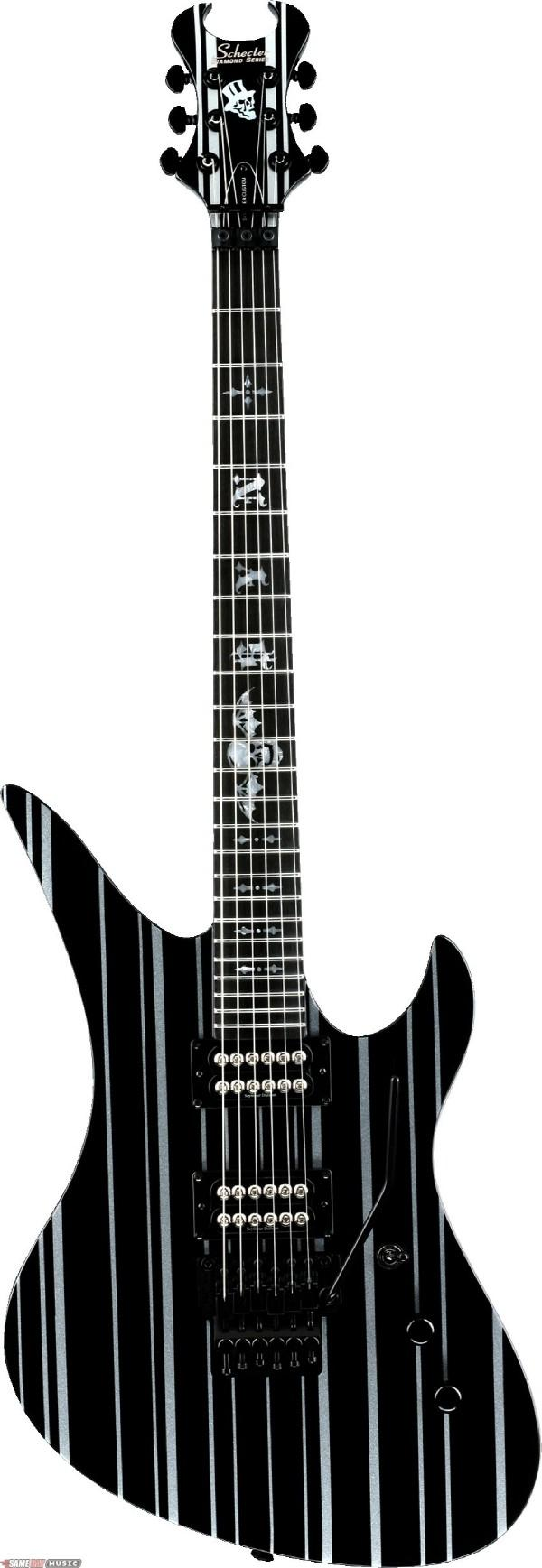
Cây đàn Schecter Synyster Custom

Gates chủ yếu sử dụng các cây đàn của Schecter Guitars. Schecter Guitar Research đã tài trợ cho anh và anh sở hữu các mẫu đàn thương hiệu của Avenged Sevenfold. Anh cũng sử dụng đàn Gibson khi Avenged Sevenfold thu các album Waking the Fallen và City of Evil. Anh sở hữu pickup  Seymour Duncan riêng, một thiết bị SH-8 Invader đặc chế với mẫu màu đen, vàng, trắng hoặc màu vàng crom.
- Schecter Synyster Custom-S (màu đen với sọc nhỏ bạc, màu đen với sọc nhỏ vàng, màu đen với sọc nhỏ đỏ, mau trắng với sọc nhỏ vàng, màu trắng với sọc nhỏ đen, Màu bụi vàng, Màu bụi đất tối)
- Các mẫu đàn đặc chế của Schecter với quốc kỳ liên minh miền nam cũ/quốc kỳ liên minh miền nam mới,[15][16] quốc kỳ Hoa Kỳ, quốc kỳ Đức,[17] Màu đen với sọc đỏ, Đỏ với sọc đen, Trắng với sọc vàng,[18] Trắng với sọc đen, một cây có phối màu nhân vật Joker của Jack Nicholson.[19]
- Schecter Synyster Gates Custom với chữ khảm "REV" in trên cần đàn, thay vì chữ "SYN" ở MV bài "So Far Away"
- Schecter Synyster Custom
- Schecter Synyster Acoustic
- Schecter Synyster 8-String Prototype
- Schecter Synyster Deluxe Prototype
- Schecter Synyster Special
- Schecter Avenger
- Schecter C-1 Classic - Transparent Blue
- Schecter Custom C-1 FR
- Schecter Omen-6 FR
- Gibson ES-335
- Schecter Hellraiser C-1 FR (trắng, đen)
- Schecter Scorpion với JB của Seymour DuncanSchecter PT Fastback
- Schecter S-1 đầy các JB của Seymour
- Gibson Les Paul Custom (trắng bắc cực)
- Parker Fly Deluxe
- Epiphone Rockbass
- Fernandez Guitars FR95s with a sustainer pickup cuộn lẻ có ổ trong bài "Making of Brompton Cocktail" [20]